# 朱雀 SUZAKU 〜歌舞伎町・雀姫伝〜
『朱雀 SUZAKU 〜歌舞伎町・雀姫伝〜』（すざく 〜かぶきちょう・じゃんひめでん〜）は、もりしげによる日本の漫画作品。『近代麻雀オリジナル』（竹書房）にて2007年2月号から連載されていたが途中で中断（後に作者が死去したため、絶筆）。単行本は既刊1巻。

## 概要
女子学生たちが麻雀を打ち合う駆け引きを描いていく物語。

## 登場人物
南条朱雀（なんじょう すざく）
本作の主人公。
竹林千鳥（たけばやし ちどり）
朱雀の同級生。
お父さん
本名不明。
葛西麗虎（かさい れいこ）
歌舞伎町で高レート雀荘を荒らしまわっている。
玄永遼（げんえい りょう）
朱雀の通う学校の風紀委員長。

## 単行本
- もりしげ 『朱雀 SUZAKU 〜歌舞伎町・雀姫伝〜』 竹書房 〈近代麻雀コミックス〉、既刊1巻
  1. 2008年4月25日 初版発行 ISBN 978-4-8124-6807-4